# Єнс Єреміс
Єнс Єреміс (нім. Jens Jeremies, нар. 5 березня 1974, Герліц) — німецький футболіст, що грав на позиції півзахисника.
Виступав, зокрема, за клуб «Баварія», а також національну збірну Німеччини.
Шестиразовий чемпіон Німеччини. Чотириразовий володар Кубка Німеччини. Переможець Ліги чемпіонів УЄФА. Володар Міжконтинентального кубка.

## Клубна кар'єра
Народився 5 березня 1974 року в місті Герліц.
У дорослому футболі дебютував 1994 року виступами за команду клубу «Динамо» (Дрезден), в якій провів один сезон, взявши участь лише у 10 матчах чемпіонату. 
Протягом 1995—1998 років захищав кольори команди клубу «Мюнхен 1860».
У 1998 році перейшов до клубу «Баварія», за який відіграв 8 сезонів. За цей час шість разів виборював титул чемпіона Німеччини, ставав володарем Кубка Німеччини (чотири рази), переможцем Ліги чемпіонів УЄФА, володарем Міжконтинентального кубка. Завершив професійну кар'єру футболіста виступами за команду «Баварія» (Мюнхен) у 2006 році.

## Виступи за збірну
У 1997 році дебютував в офіційних матчах у складі національної збірної Німеччини. Протягом кар'єри у національній команді, яка тривала 8 років, провів у формі головної команди країни 56 матчів, забивши 1 гол.
У складі збірної був учасником чемпіонату світу 1998 року у Франції, чемпіонату Європи 2000 року у Бельгії та Нідерландах, чемпіонату світу 2002 року в Японії і Південній Кореї, де разом з командою здобув «срібло», чемпіонату Європи 2004 року у Португалії.

## Титули і досягнення
- Чемпіон Німеччини (6):

«Баварія»:  1999, 2000, 2001, 2003, 2005, 2006
- Володар Кубка Німеччини (4):

«Баварія»:  2000, 2003, 2005, 2006
- Володар Кубка німецької ліги (4):

«Баварія»: 1998, 1999, 2000, 2004
- Переможець Ліги чемпіонів УЄФА (1):

«Баварія»:  2001
- Володар Міжконтинентального кубка (1):

«Баварія»:  2001
- Віце-чемпіон світу: 2002